# Cửa khẩu Xa Mát
Cửa khẩu quốc tế Xa Mát là cửa khẩu quốc tế đường bộ ở vùng đất xã Tân Lập, tỉnh Tây Ninh, Việt Nam.
Cửa khẩu quốc tế Xa Mát thông thương với cửa khẩu quốc tế Trapeang Phlong ở tỉnh Tbong Khmum. 11°40′08″B 105°58′48″Đ / 11,668857°B 105,980133°Đ.
Cửa khẩu Xa Mát có vai trò quan trọng trong việc phát triển giao lưu thương mại, trong xây dựng, phát triển kinh tế hướng ngoại, sau này trở thành trung tâm giao dịch thương mại quốc tế.

## Khu kinh tế cửa khẩu Xa Mát
Khu kinh tế cửa khẩu Xa Mát có tổng diện tích là 34.197 ha, được thành lập theo Quyết định số 186/2003/QĐ-TTg ngày 11/9/2003 của Thủ tướng Chính phủ bao gồm 02 xã Tân Lập và Tân Bình, huyện Tân Biên, tỉnh Tây Ninh.
Khu kinh tế cửa khẩu Xa Mát thuộc huyện Tân Biên, nằm sát biên giới Việt Nam và Campuchia, cách trung tâm Thành phố Hồ Chí Minh 150 km, cách Thủ đô Phnôm Pênh của Campuchia 200 km. Vị trí được xác định như sau:
- Phía Bắc giáp biên giới Campuchia.
- Phía Tây giáp biên giới Campuchia.
- Phía Đông giáp ranh giới xã Thạnh Bình (xã Thạnh Bắc), huyện Tân Biên.
- Phía Nam giáp ranh giới xã Thạnh Tây, huyện Tân Biên.

## Xây dựng
Khu kinh tế cửa khẩu Xa Mát được quy hoạch và định hướng phát triển theo từng giai đoạn. Giai đoạn I là giai đoạn từ nay đến năm 2010 và giai đoạn tiếp theo là từ năm 2010 đến năm 2020.
Dự kiến từ nay đến năm 2010 ưu tiên triển khai xây dựng khu vực cửa khẩu, khu thương mại dịch vụ... Diện tích khoảng 515,96 ha.